# BMW 507
BMW 507 je luksuzni roadster koji je proizveden u 252 primjerka. Auto je bio preskup za proizvodnju pa planirana cijena u Sjedinjenim Američkim Državama od 5000 dolara je narasla na ogromnih 10.500 dolara. Na modelu 507 BMW je izgubio puno novca i 1959. prekinuta je proizvodnja.
Aluminijski 3,2 litreni V8 s 16 ventila je proizvodio 150 ks na 5000 okretaja u minuti.